# Roodhouse (Illinois)
Roodhouse es una ciudad ubicada en el condado de Greene en el estado estadounidense de Illinois. En el Censo de 2010 tenía una población de 1814 habitantes y una densidad poblacional de 621,46 personas por km².

## Geografía
Roodhouse se encuentra ubicada en las coordenadas 39°29′3″N 90°22′27″O / 39.48417, -90.37417. Según la Oficina del Censo de los Estados Unidos, Roodhouse tiene una superficie total de 2.92 km², de la cual 2.92 km² corresponden a tierra firme y (0%) 0 km² es agua.

## Demografía
Según el censo de 2010, había 1814 personas residiendo en Roodhouse. La densidad de población era de 621,46 hab./km². De los 1814 habitantes, Roodhouse estaba compuesto por el 98.35% blancos, el 0.5% eran afroamericanos, el 0.11% eran amerindios, el 0.06% eran asiáticos, el 0% eran isleños del Pacífico, el 0.06% eran de otras razas y el 0.94% pertenecían a dos o más razas. Del total de la población el 0.33% eran hispanos o latinos de cualquier raza.